# TV3 (Suedia)
TV3 este o televiziune suedeză privată deținută de compania Modern Times Group. Postul a fost fondat pe data de 31 decembrie 1987 de către antreprenorul Jan Stenbeck și a fost destinat să acopere întreaga peninsulă scandinavă, dar la scurt timp de la lansare, Norvegia și Danemarca au ajuns să aibă versiuni proprii ale canalului.
1. ↑  , Ofcom[*] http://www.ofcom.org.uk/static/radiolicensing/html/tv/cs/tlcs000074ba1tv3sweden.htm Lipsește sau este vid: |title= (ajutor)